# Cédric Melotte
Cédric Melotte   (Namur, 10 d'agost de 1978) és un ex-pilot de motocròs i enduro belga que va destacar en competició internacional durant la dècada del 2000. La seva millor classificació al Campionat del Món de motocròs fou el tercer lloc final als 650cc la temporada del 2003. Al llarg de la seva carrera, va guanyar dos Grans Premis, tots dos a Bèlgica: el primer a Namur, el 2003, i l'altre a Zolder, el 2004. També va guanyar un Campionat d'Alemanya de motocròs i dos de Bèlgica. A partir del 2010 es va dedicar en exclusiva a l'enduro i en va guanyar diversos campionats de Bèlgica.